# Philip B. Thompson

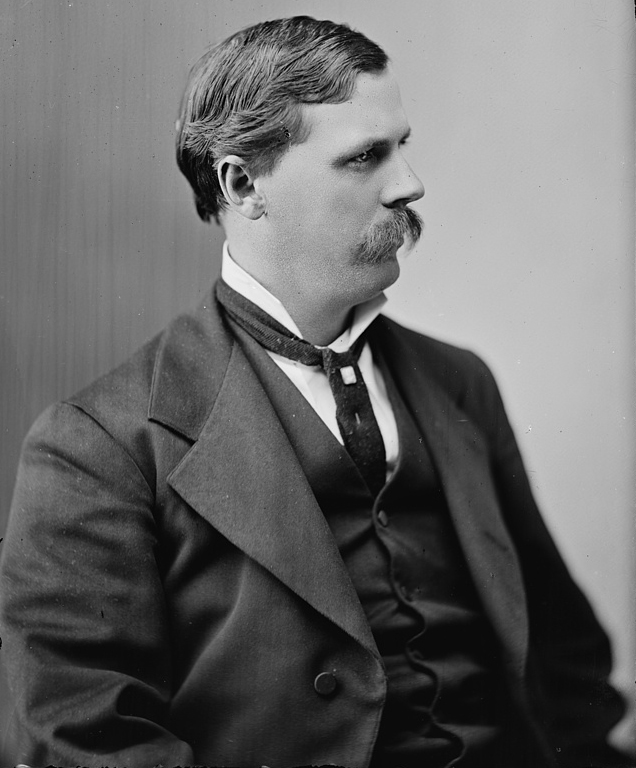
Philip B. Thompson

Philip Burton Thompson Jr. (* 15. Oktober 1845 in Harrodsburg, Mercer County, Kentucky; † 15. Dezember 1909 in Washington, D.C.) war ein US-amerikanischer Politiker. Zwischen 1879 und 1885 vertrat er den Bundesstaat Kentucky im US-Repräsentantenhaus.

## Werdegang
Philip Thompson besuchte die öffentlichen Schulen seiner Heimat und studierte danach an der University of Kentucky in Lexington. Während des Bürgerkrieges war er Soldat im Heer der Konföderation. Nach einem anschließenden Jurastudium und seiner 1866 erfolgten Zulassung als Rechtsanwalt begann er in Harrodsburg in diesem Beruf zu arbeiten. Zwischen 1867 und 1869 war er juristischer Vertreter seiner Heimatstadt. Danach fungierte er bis 1878 als Staatsanwalt im 13. Gerichtsbezirk von Kentucky.
Thompson war Mitglied der Demokratischen Partei. Bei den Kongresswahlen des Jahres 1878 wurde er im achten Wahlbezirk von Kentucky in das US-Repräsentantenhaus in Washington, D.C. gewählt, wo er am 4. März 1879 die Nachfolge von Milton J. Durham antrat. Nach zwei Wiederwahlen konnte er bis zum 3. März 1885 drei Legislaturperioden im Kongress absolvieren. Seit 1883 war er Vorsitzender des Ausschusses zur Kontrolle der Ausgaben des Kriegsministeriums.
1884 verzichtete Thompson auf eine weitere Kandidatur für das US-Repräsentantenhaus. Im Juli dieses Jahres war er Delegierter zur Democratic National Convention in Chicago, auf der Grover Clevceland als Präsidentschaftskandidat nominiert wurde. Danach zog er nach New York City, wo er als Anwalt praktizierte. Philip Thompson starb am 15. Dezember 1909 in Washington und wurde in seiner Geburtsstadt Harrodsburg beigesetzt.